# Doctor Strange (banda sonora)
Doctor Strange (Original Motion Picture Soundtrack) es la banda sonora de la película de Marvel Studios Doctor Strange compuesta por Michael Giacchino. Hollywood Records lanzó el álbum en formato digital el 21 de octubre de 2016, con un lanzamiento físico el 18 de noviembre de 2016.

## Antecedentes
En mayo de 2016, Michael Giacchino reveló que haría la música de la película. El director Scott Derrickson llamó a la banda sonora "magia en el sentido literal de la palabra", añadiendo que Giacchino "hace lo que los buenos compositores, que es no solo crear música que apoye a las imágenes, está añadiendo una tercera parte a la película. Se convierte en algo nuevo con sus música que no era con una música temporal." La música se grabó en Abbey Road Studios. Durante la sesión de grabación, Paul McCartney escuchó una de las entradas de Giacchino grabándose, la que vinculó a la canción de los Beatles "I Am the Walrus".

## Lista de canciones
Toda la música compuesta por Michael Giacchino.
| N.º     | Título                                 | Duración |  |
| 1.      | «Ancient Sorcerer's Secret»            | 2:37     |  |
| 2.      | «The Hands Dealt»                      | 2:56     |  |
| 3.      | «A Long Strange Trip»                  | 2:28     |  |
| 4.      | «The Eyes Have It»                     | 1:23     |  |
| 5.      | «Mystery Training»                     | 1:53     |  |
| 6.      | «Reading Is Fundamental»               | 1:39     |  |
| 7.      | «Inside the Mirror Dimension»          | 4:04     |  |
| 8.      | «The True Purpose of the Sorcerer»     | 2:09     |  |
| 9.      | «Sanctimonious Sanctum Sacking»        | 7:27     |  |
| 10.     | «Astral Doom»                          | 3:41     |  |
| 11.     | «Post Op Paracosm»                     | 1:15     |  |
| 12.     | «Hippocratic Hypocrite»                | 1:34     |  |
| 13.     | «Smote and Mirrors»                    | 6:29     |  |
| 14.     | «Ancient History»                      | 4:08     |  |
| 15.     | «Hong Kong Kablooey»                   | 3:35     |  |
| 16.     | «Astral World's Worst Killer»          | 6:17     |  |
| 17.     | «Strange Days Ahead»                   | 5:59     |  |
| 18.     | «Go for Baroque»                       | 2:55     |  |
| 19.     | «The Master of the Mystic End Credits» | 3:50     |  |
| 1:06:19 |                                        |          |  |

### Música adicional
Derrickson, fan de Bob Dylan, buscó un lugar en la película para incluir una de sus canciones, pero no encontró ninguno. Sin embargo, pudo incluir la canción de Pink Floyd "Interstellar Overdrive".